# Dasyses rugosella
Dasyses rugosella is een vlinder uit de familie echte motten (Tineidae). De wetenschappelijke naam van deze soort is voor het eerst geldig gepubliceerd in 1859 door Stainton.
De soort komt voor in tropisch Afrika.